# Carlo Petrini (calciatore)
Carlo Petrini (Monticiano, 29 marzo 1948 – Lucca, 16 aprile 2012) è stato un allenatore di calcio, calciatore e scrittore italiano, di ruolo attaccante.

## Biografia
Nacque in una famiglia povera: il padre, Aldo, era un raccoglitore di legna che nel 1956 si trasferì a Genova per lavorare come muratore. Il piccolo Carlo lo seguì l'anno seguente, insieme alla madre e alla sorella Carla, di cinque anni più grande di lui. L'infanzia di Petrini fu caratterizzata da due gravi lutti, avvenuti entrambi nel 1959, a tre mesi di distanza: prima il diabete si portò via Carla, poi il tetano stroncò la vita di Aldo.

## Carriera

### Giocatore
Nel settembre del 1960 fece un provino col Genoa ed entrò nella squadra giovanile. Dopo aver completato la sua trafila nella Primavera, il 4 gennaio 1964 esordì in prima squadra nell'incontro di Coppa Italia contro la Pro Patria che il Grifone vinse 2-1 ai tempi supplementari: la mattina della partita gli era stato comunicato dall'allenatore Roberto Lerici che avrebbe giocato solo se si fosse recato alla Messa.

Carlo Petrini (a sinistra), insieme a Gianni Rivera, con la maglia del Milan

Attaccante attivo soprattutto nella seconda metà degli anni sessanta e negli anni settanta, passò al Lecce (Serie C 1965-1966), tornò al Genoa (Serie B, 1966-1968), quindi cominciò l'avventura ai vertici del calcio italiano: al Milan di Nereo Rocco nel 1968-1969, al Torino dal 1969 al 1971, con cui vinse la Coppa Italia 1970-1971, al Varese nella stagione successiva, nel Catanzaro dal 1972 al 1974, alla Ternana nel 1974-1975, nella Roma di Nils Liedholm durante l'annata 1975-1976, al Verona sempre in Serie A (1976-1977), al Cesena dal 1977 al 1979 e al Bologna nel 1979-1980.
La carriera di Petrini stava già volgendo al termine, quando nella stagione 1979-1980 scoppiò il noto scandalo del calcioscommesse del 1980: Petrini fu ritenuto uno dei calciatori responsabili dello scandalo e venne squalificato per tre anni e sei mesi. Solo dopo la riduzione della squalifica, concessa dalla FIGC nel 1982 in seguito alla vittoria dell'Italia al Mondiale spagnolo, il calciatore tornò a giocare nel Savona in Serie C2, prima di chiudere con il Rapallo Ruentes nel Campionato Interregionale 1984-1985.
In carriera ha totalizzato complessivamente 112 presenze e 19 reti in Serie A e 179 presenze e 41 reti in Serie B.

### Allenatore
Ha avuto anche una breve esperienza da allenatore alla guida del Rapallo Ruentes nel Campionato Interregionale 1985-1986, conclusa con la retrocessione del club in Promozione.

### Dopo il ritiro
Dopo aver chiuso la carriera nel calcio a metà degli anni ottanta si dedicò agli affari, gestendo per qualche tempo una propria società finanziaria. Dopo un iniziale successo, l'attività fu compromessa dall'accumulo di debiti nei confronti di usurai e dal coinvolgimento dell'ex calciatore in un giro malavitoso. Per sfuggire ai creditori abbandonò l'Italia e si rifugiò in Francia, dove visse per alcuni anni nel completo anonimato.
Le cronache tornarono a occuparsi di Petrini nel 1995, allorché il diciannovenne figlio Diego, morente per un tumore al cervello all'ospedale "Galliera" di Genova, lanciò un appello attraverso i media, chiedendo di poter rivedere, prima di morire, un'ultima volta il padre, di cui non aveva notizie da ormai sei anni. Diego, promettente calciatore, morì senza aver rivisto Petrini, il quale aveva deciso di non tornare in Italia per paura di essere ammazzato, per via dei debiti. Su questa triste vicenda Petrini scriverà più tardi un toccante libro di poesie, dopo il suo definitivo ritorno in Italia, avvenuto nel 1998.
Ha abitato fino alla fine dei suoi giorni nella natia Monticiano, ed è stato affetto da una grave forma di glaucoma, che gli ha procurato la quasi completa cecità dell'occhio sinistro e la seria compromissione del destro. A detta dei medici che lo hanno curato nel corso degli anni, sottoponendolo a ben cinque interventi chirurgici, la malattia potrebbe essere stata correlata all'assunzione dei tanti farmaci, dopanti e non, avvenuta durante la carriera di calciatore.
Nel 2000 Petrini pubblicò la sua autobiografia, intitolata Nel fango del dio pallone (Kaos edizioni), in cui narrò in prima persona fatti e trascorsi nel mondo del calcio. In particolare, il libro denunciò la pratica del doping, che già negli anni sessanta/settanta era dilagante: Petrini scrisse di esservi ricorso più volte con la complicità dei medici sportivi, ma è l'intero sistema-calcio che nel libro viene messo sotto accusa, con le partite già decise in anticipo dalle stesse società, i pagamenti in nero e l'estrema bassezza morale del calciatore tipo.
Successivamente Petrini pubblicò un altro libro, intitolato Il calciatore suicidato, dove indagò approfonditamente sulla misteriosa morte di Donato Bergamini, calciatore del Cosenza, ritrovato morto nel 1989 sulla Statale 106, presso Roseto Capo Spulico; Petrini sostenne che la morte del calciatore fosse avvenuta per mano della criminalità locale, nonostante la magistratura ordinaria avesse imputato la scomparsa di Bergamini a un suicidio. Successivamente ha pubblicato altri otto libri, l'ultimo dei quali è intitolato Lucianone da Monticiano, uscito nel 2012. Tutte le pubblicazioni sono edite da Kaos edizioni.
È morto il 16 aprile 2012 all'età di 64 anni, dopo anni di battaglia contro il tumore al cervello, per il quale era stato operato oltre 3 volte.

## Impegno nel sociale
Negli ultimi anni Petrini si è mostrato preoccupato sul dilagare delle pratiche dopanti tra i giovanissimi, affermando: «Una recente indagine ha dimostrato che un adolescente su tre è disposto a fare uso di sostanze illecite pur di raggiungere il successo nel mondo del calcio. La cosa ancora più inquietante è che il 10% di loro si dichiara "pronto a morire per uso di questo sostanze", pur di assomigliare al proprio idolo sportivo».
Nel 2006, insieme ad altri ex calciatori tra cui Aldo Agroppi, ha anche aderito all'Associazione vittime del doping fondata da Claudia Beatrice, figlia di Bruno Beatrice, ex centrocampista della Fiorentina morto di leucemia nel 1987 a soli 39 anni.
L'attore Alessandro Castellucci ha tratto dalla vicenda biografica di Nel fango del dio pallone una trasposizione teatrale con la regia di Giulio Baraldi, che è stata rappresentata in tutto il Nord Italia ed in Toscana, riscuotendo un vasto consenso di critica e un notevole apprezzamento da parte del pubblico.
Il regista Gian Claudio Guiducci ha dedicato alla vita di Carlo Petrini un film intitolato Centravanti nato, prodotto da Barbara Balzaretti, in cui con interviste e filmati d'epoca si ripercorre la vita del calciatore, sia in ambito sportivo che a livello personale.

## Controversie

### Critiche al processo sul caso Totonero
Nell'autobiografia Nel fango del dio pallone, Carlo Petrini riferisce di come le società Juventus e Bologna avessero organizzato una combine nella partita disputata allo Stadio Renato Dall'Ara il 13 gennaio 1980 e terminata 1-1. Più precisamente, Petrini affermò che i due club si sarebbero accordati per ottenere un pareggio, e che quasi tutti i giocatori bolognesi (fra i quali lo stesso Petrini), assieme all'allenatore Marino Perani, avrebbero scommesso sull'incontro con la mediazione di Massimo Cruciani, uno dei protagonisti dello scandalo del Totonero. Juventus e Bologna furono processate dal Tribunale di Milano proprio nell'ambito di tale scandalo ma, poiché nel dibattimento l'accusatore Cruciani non testimoniò, la versione dei fatti e la ricostruzione degli avvenimenti in campo fornite da Petrini non furono confermate ed entrambe le società furono assolte con formula piena dalle accuse il 26 maggio 1980, verdetto che venne confermato in appello dalla CAF il 24 luglio 1980.
Petrini (il quale, tra l'altro, venne condannato dalla giustizia sportiva nel 1980 per aver partecipato ad una combine fra il Bologna e l'Avellino) contestò nel libro l'esito del dibattimento a carico dei bianconeri, sostenendo che la mancata testimonianza di Cruciani, decisiva per l'esito favorevole agli imputati del processo, sarebbe stata causata dall'intervento del presidente bianconero Giampiero Boniperti il quale avrebbe incaricato Petrini di convincere Cruciani a non presentarsi in aula, dietro compenso milionario. Il Procuratore Federale Carlo Porceddu dichiarò, invece, che le eventuali dichiarazioni di Cruciani sarebbero state ininfluenti.
Luciano Moggi ha intentato una causa civile a Petrini e alla Kaos edizioni per alcune frasi presenti nel libro Calcio nei coglioni del tipo: "Ci sono voluti i carabinieri per fermare il boss Luciano Moggi", "il potere delinquenziale dell'amico Lucianone ha permesso al caro Marcello… (Lippi, ndr)", "la banda Moggi". Secondo il tribunale di Milano tali frasi non sono diffamatorie, ma desumibili dal rapporto dei Carabinieri diffuso anche dai giornali sull'indagine Off-Side del 2005. Nel rapporto erano riportate espressioni come "l'influenza di Luciano Moggi sulla gestione della Nazionale italiana di calcio". Inoltre, sempre secondo il tribunale "Boss", "banda" e "delinquenziale" sono la "mera trasposizione dei gravi fatti-reato descritti nella denuncia di polizia". Luciano Moggi è stato condannato a pagare le spese processuali.
Nel 2012 gli ex calciatori rossoblù Angelo Castronaro e Renato Sali (che all'epoca avrebbero rifiutato di partecipare alla presunta combine), nonché Arcadio Spinozzi (il quale, invece, vi avrebbe preso parte), intervistati per conto della trasmissione televisiva Le Iene poco tempo prima della morte di Petrini, affermarono che la partita tra il Bologna e la Juventus fu «effettivamente combinata» per accordo tra le due società, affiancandosi alle dichiarazioni precedentemente fornite dall'allora loro compagno di squadra. Al contrario, gli juventini Franco Causio e Roberto Bettega, interpellati in merito, negarono le accuse. In ogni caso, la Federazione Italiana Giuoco Calcio (FIGC) non ha inteso riaprire un'indagine per confermare la veridicità di tali affermazioni.

## Opere
- Carlo Petrini, Nel fango del dio pallone, Kaos Edizioni, 2000, ISBN 88-7953-088-7.
- Carlo Petrini, Il calciatore suicidato, Kaos Edizioni, 2001, ISBN 88-7953-102-6.
- Carlo Petrini, I pallonari, Kaos Edizioni, 2003, ISBN 88-7953-116-6.
- Carlo Petrini, Senza maglia e senza bandiera, Kaos Edizioni, 2004, ISBN 88-7953-136-0.
- Carlo Petrini, Scudetti dopati, Kaos Edizioni, 2005, ISBN 88-7953-146-8.
- Carlo Petrini, Le corna del diavolo, Kaos Edizioni, 2006, ISBN 88-7953-154-9.
- Carlo Petrini, Calcio nei coglioni, Kaos Edizioni, 2007, ISBN 978-88-7953-173-3.
- Carlo Petrini, Piedi nudi, Kaos Edizioni, 2010, ISBN 978-88-7953-206-8.
- Carlo Petrini, Lucianone da Monticiano, Kaos Edizioni, 2012, ISBN 978-88-7953-237-2.

## Palmarès

### Giocatore

#### Club
- Coppa dei Campioni: 1

Milan: 1968-1969
- Coppa Italia: 1

Torino: 1970-1971
- Torneo di Viareggio: 1

Genoa: 1965

#### Nazionale
- Campionato europeo di calcio Under-19 1966